# カードローナ・アルパイン・リゾート
カードローナ・アルパイン・リゾート（Cardrona Alpine Resort）は、ニュージーランドのオタゴ地方ワナカにあるスキー場である。平均降雪量は2.7m、8月の平均積雪量は1.2mである。営業期間は通常の場合は6月最終土曜日～10月第二日曜日まで、営業時間は9時（8月以降は8時30分）から16時までとなる。
ニュージーランドは南半球に位置しているため、北半球の夏にスキー、スノーボードができる数少ないスキー場の一つである。このカードローナスキー場とスノーパークは、オフシーズンのトレーニングを行うために、世界各地からのトップアスリートが集結するスキー場として有名である。朝のゲレンデが固く締まったときにはレースチームがポール練習をし、パークやハーフパイプが開いてからは有名ライダーが飛んでいる。

## ゲレンデ
ワナカとクイーンズタウンの中間にあるクラウンレンジの最高峰マウント・カードローナ（1934m）の南東斜面に開けたスキー場である。25%が初心者コース、50%が中級者コース、25%が上級者コースのゲレンデ構成。ワナカ・クィーンズタウン地方にある他のスキー場に比べて平坦な地形を生かし、家族連れ・初心者の誘致に力を入れている。近年は、北半球から有名なパークメイカーを呼び寄せ、ハーフパイプやテレインパークにも力を入れている。2010年のバレービュー・リフトの新設によって、ニュージーランド南島で最も大きなスキー場になった。
スノーボード・ワールドカップなどのFISの大会、バートン・ニュージーランド・オープン、ニュージーランド大学対抗ユニゲームズなどの大会が数多く開催されている。ハーフパイプが3本あり、テレインパークが大きいため、大会が開催されることによって、これらのアイテムが全面閉鎖になることは、まず無い。
- ヘビーメタルライン…4人乗り高速リフト、ホワイト・スター・エクスプレスに沿った全長1500mのパーク。レール、ボックス、クォーターなど。
- モンスター・ビッグ・エアー…ヘビーメタルラインと平行する巨大三連キッカー。
- ハーフパイプ…ベースセンターの裏に位置する。マクドゥガル4人乗りリフトを使うことで、ハイクアップをせずにアクセスすることが可能。2010年は、オリンピック、ジョニー、インターナショナルという3本のパイプが整備された。
- キャプテンズ…スキー場で最も高い位置に位置するため、雪質が非常によい。遠くに見えるワナカ湖の展望がすばらしい。
- アルカディア・ベイズン…ホワイト・スター4人乗り高速リフトからキャプテンズ4人乗り高速リフトへ向かう少し急な斜面。午前中はレーシングチームのポール練習が行われていることが多い。大雪が降ったときには、ここのシュートが人が少なく新雪の穴場になる。
- クィーンズタウン・リターン…キャプテンズ4人乗り高速リフトの頂上駅からマクドゥガル4人乗りリフトの頂上駅に平行移動する初心者用コース。このコースだけ、南西向き斜面に開けており、晴れた日にはクィーンズタウンとワカティプ湖の眺望がすばらしい。スキー場外になるが、ここから下のなだらかな斜面は、有名なバックカントリーコースである。

## リフト
全部で8つのリフトによって、1時間あたり10,000人の輸送力を持っている。内訳は、2本の4人乗り高速リフト、2本の4人乗りリフト、3本の初心者用マジックカーペット、1本の初心者用Tバーリフトである。
- ホワイトスター・エクスプレス…ヘビーメタルライン、巨大三連キッカーに沿って延びる高速リフト。パークを流すスノーボーダーの利用が多い。
- キャプテンズ・エクスプレス…駐車場から一番遠くにあるボウルにかかる高速リフト。
- マクドゥガル・リフト…初心者用コースと4本のハーフパイプをカバーするリフト。
- バレービュー・リフト…2010年シーズンに新設されたリフト。このリフトの開通に伴って、ホワイト・スター・エクスプレスからスキー場へのアクセス道路まで降りるコースが新設された。この区間は、以前から、大雪が降ったときの新雪バックカントリーコースとしてローカルには有名だった。

## レストラン等
- ベースカフェ…朝8時半から営業している一番大きなカフェ。ハンバーガーやミートパイ、寿司詰め合わせ、サラダなどの軽食が充実している。（席数：屋内300＋屋外ベンチ180）
- メッズカフェ…ベースカフェから螺旋階段を上った2階にある落ち着いたレストラン。（席数：120）
- ジュース＆ジャババー…ベースカフェにあるジュースを主体にしたカフェ。
- ヌードルバー…お椀を伏せたような屋根がある建物の4階にある麺類のレストラン。タイ風味や中華風味の麺類が楽しめる。（席数：約120）
- キャプテンズ・ピッツェリア…キャプテンズにあるレストラン。手作りピザが有名。（席数：約320）

## 交通アクセス
ワナカから車で約40分（34km）。クイーンズタウンから車で約60分（58km）。最後の10kmは幅の広い砂利道をスキー場まで上っていく。
ワナカとクイーンズタウンにある複数のバス会社が、スキー場への路線バスを営業している。基本的に、朝7～8時の間にホテルやインフォメーションセンターを経由してスキー客を拾い、9時頃スキー場に到着する。帰りは16時にスキー場を出発して、17～18時頃に帰ってくるスケジュールで運転される。

## スクール
約6人の日本人インストラクターがいる。北半球の夏を利用して、数多くのヨーロッパアルプスや北米のインストラクターがやってくるため、指導レベルは非常に高い。

## スキーパトロール
7月下旬から9月上旬までの繁忙期には日本人通訳が常駐し、海外旅行保険に加入している人を対象とした無料医療サービスを行っている。怪我によって、ワナカ町中での医療通訳も手配してくれる。

## シーズンパス
毎年2月中旬に発売が開始される。2月中旬から3月中旬までは早割によって通常の半額程度の値段で購入できる。続いて5月末までも割引価格が提供されるが3月中旬までほどの割引率ではない。6月以降は通常価格。
スキー場オフィシャルホームページより購入・支払いをしたあと、本人がスキー場に赴いて、プラスチック製顔写真付きのシーズンパスと交換する。